# 加曼氏真小鯉
加曼氏真小鯉（学名：Cyprinella garmani）为輻鰭魚綱鯉形目雅羅魚科真小鯉属的其中一種，該物種主要分布於中美洲墨西哥戈拉維拉州，棲息在中底層水域。